# Casa Anatta
Casa Anatta, conosciuta anche come Casa Pontremoli, è un edificio situato in Svizzera sul Monte Verità in prossimità di Ascona, nel Canton Ticino. Casa Anatta, oggi adibita a museo, è stata restaurata e riaperta nel maggio del 2017.

## Storia

### Lotta partigiana

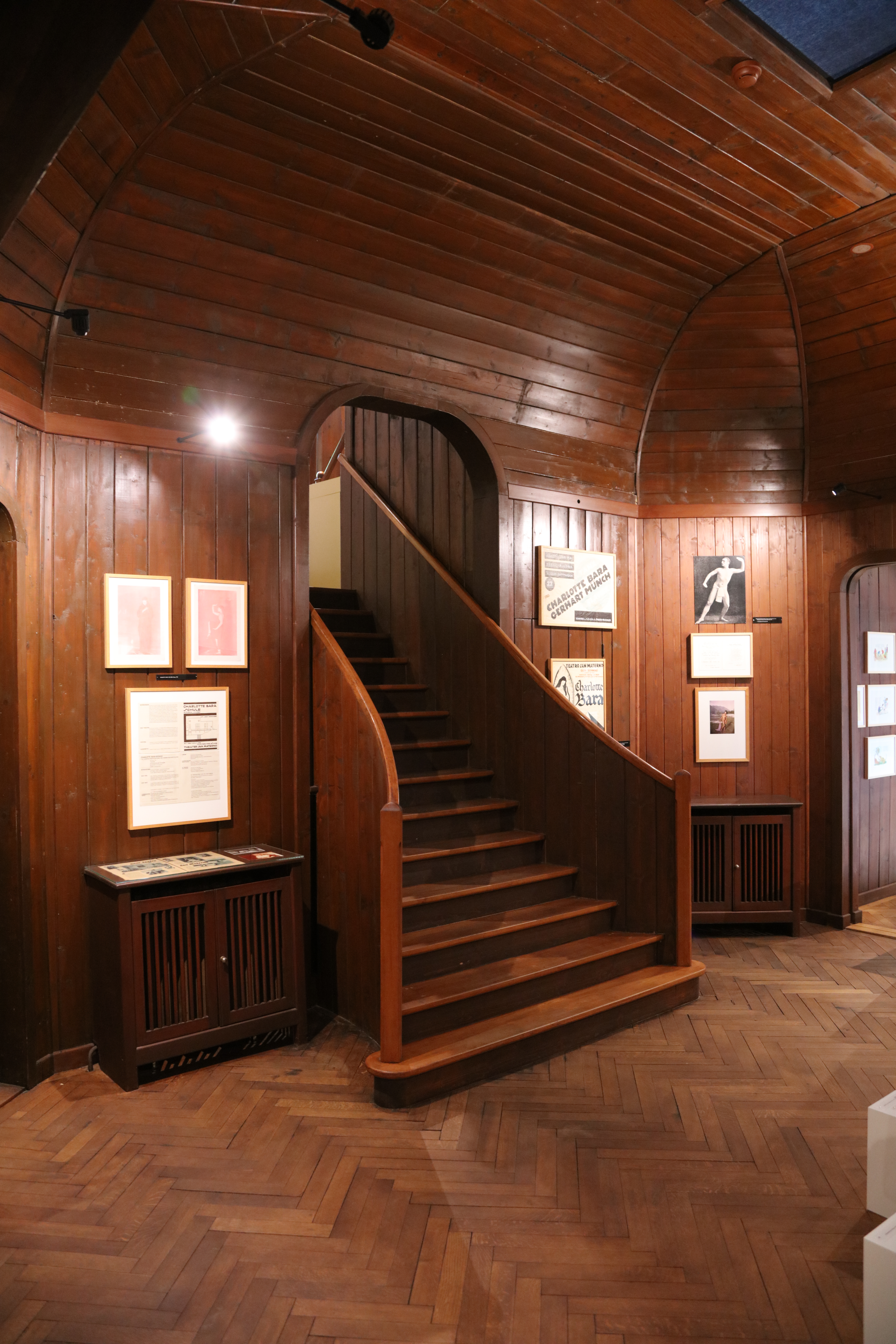
Gli interni

Durante la seconda guerra mondiale fu abitata dalla famiglia di Mario Pontremoli, dal cugino Giorgio Pontremoli (fratello del fisico Aldo Pontremoli, nipote di Luigi Luzzatti) e dai Levi Broglio, proprietari della Casina delle Rose a Venezia. Fu un centro fondamentale per il coordinamento delle mosse dei partigiani (in particolar modo per la brigata Battisti), conosciuto come il "Posto di Comando 12", luogo di passaggio di armi e partigiani nonché punto di incontro con i servizi segreti statunitensi. Pernottarono ospiti di Mario Pontremoli importanti figure come Ferruccio Parri (a partire dal dicembre 1944), il principe Carlo Caracciolo ed Allen Dulles.
(Edgardo Sogno)
(Carlo Caracciolo)
Da Casa Anatta si svolsero alcune azioni dell'Operazione Sunrise.